# Шостакович, Дмитрий Дмитриевич
Дми́трий Дми́триевич Шостако́вич (12 [25] сентября 1906[…], Санкт-Петербург — 9 августа 1975[…], Москва) — советский композитор, пианист, педагог, музыкально-общественный деятель.
Народный артист СССР (1954), Герой Социалистического Труда (1966). Лауреат Ленинской премии (1958), пяти Сталинских премий (1941, 1942, 1946, 1950, 1952), Государственной премии СССР (1968), Государственной премии РСФСР имени М. И. Глинки (1974). Номинант на премию «Оскар» за музыку к фильму «Хованщина», а также дважды номинант на премию «Грэмми» за Концерт для фортепиано с оркестром № 2 и Симфонию № 4.
Один из крупнейших композиторов XX века, автор 15 симфоний и 15 квартетов, шести концертов, двух опер, оперетты, трёх балетов, многочисленных произведений камерной музыки, а также музыки для кинофильмов и театральных постановок.
В 1957—1974 годах — секретарь Правления Союза композиторов СССР, в 1960—1968 годах — председатель Правления Союза композиторов РСФСР.

## Биография

### Происхождение
Прадед по отцовской линии — ветеринарный врач Пётр Михайлович Шостакович (1808—1871), родился в местечке Шеметово (ныне в Мядельском районе, Минская область, Белоруссия). В документах причислял себя к крестьянам; в качестве вольнослушателя окончил Виленскую медико-хирургическую академию. В 1830—1831 годах участвовал в польском восстании и после его подавления вместе с женой, Марией-Юзефой Ясинской, был выслан на Урал, в Пермскую губернию. В 1840-х годах супруги жили в Екатеринбурге, где 27 января (8 февраля)  1845 года у них родился сын — Болеслав-Артур.
В Екатеринбурге Пётр Шостакович дослужился до чина коллежского асессора; в 1858 году семья переселилась в Казань. Здесь ещё в гимназические годы Болеслав Петрович сблизился с деятелями «Земли и воли». По окончании гимназии, в конце 1862 года, он отправился в Москву, вслед за казанскими «землевольцами» Ю. М. Мосоловым и Н. М. Шатиловым; работал в управлении Нижегородской железной дороги, принял активное участие в организации побега из тюрьмы революционера Ярослава Домбровского. В 1865 году Болеслав Шостакович вернулся в Казань, где в 1866 году был арестован, препровождён в Москву и привлечён к суду по делу Н. А. Ишутина — Д. В. Каракозова. После четырёх месяцев пребывания в Петропавловской крепости он был приговорён к ссылке в Сибирь, жил в Томске, в 1872—1877 годах — в Нарыме (где 11 (23) октября 1875 года у него родился сын, названный Дмитрием), затем в Иркутске, был управляющим местного отделения Сибирского торгового банка. В 1892 году, в то время уже потомственный почётный гражданин, Болеслав Шостакович получил право повсеместного проживания, но предпочёл остаться в Сибири.

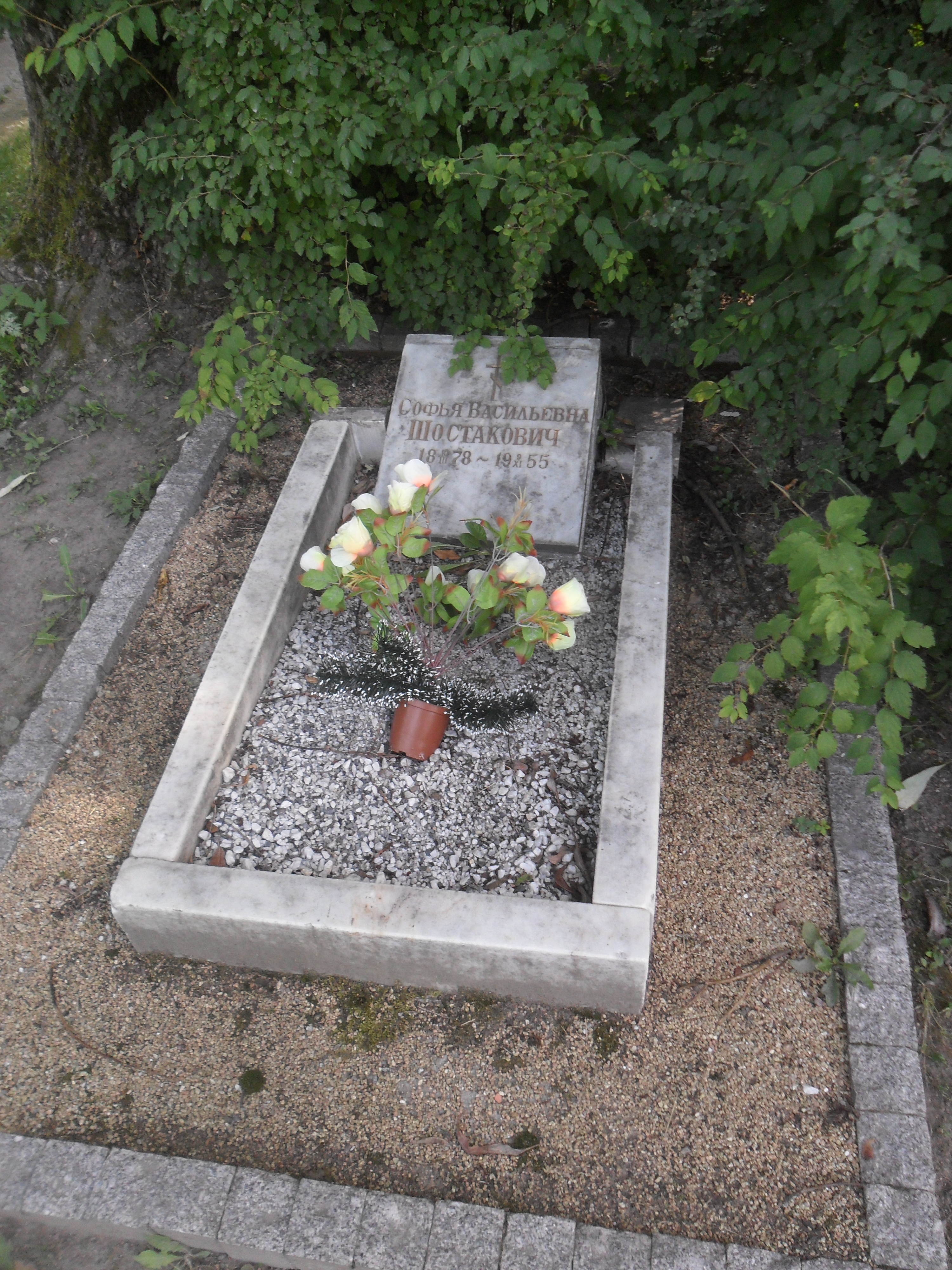
Могила матери Шостаковича на Литераторских мостках в Санкт-Петербурге.

Дмитрий Болеславович Шостакович (1875—1922) в середине 1890-х годов отправился в Санкт-Петербург и поступил на естественное отделение физико-математического факультета Санкт-Петербургского университета, по окончании которого, в 1900 году, был принят на работу в Палату мер и весов, незадолго до того созданную Д. И. Менделеевым. В 1902 году он был назначен старшим поверителем Палаты, а в 1906 году — заведующим Городской поверочной палаткой. Участие в революционном движении в семье Шостаковичей к началу XX века стало уже традицией, и Дмитрий не был исключением: по семейным свидетельствам, 9 (22) января 1905 года он участвовал в шествии к Зимнему дворцу, а позже в его квартире печатали прокламации.
Дед Дмитрия Дмитриевича Шостаковича по материнской линии, Василий Кокоулин (1850—1911), родился, как и Дмитрий Болеславович, в Сибири; окончив городское училище в Киренске, он в конце 1860-х годов переселился в Бодайбо, куда многих в те годы влекла «золотая лихорадка», и в 1889 году стал управляющим приисковой конторой. Официальная пресса отмечала, что он «находил время вникать в нужды служащих и рабочих и удовлетворять их потребности»: он ввёл страхование и медицинское обслуживание рабочих, установил для них торговлю удешевлёнными товарами, выстроил тёплые бараки. Его жена, Александра Петровна Кокоулина, открыла школу для детей рабочих; о её образовании сведений нет, но известно, что в Бодайбо она организовала самодеятельный оркестр, широко известный в Сибири.
Любовь к музыке унаследовала от матери младшая дочь Кокоулиных, Софья Васильевна (1878—1955): игре на фортепиано она обучалась под руководством матери и в Иркутском институте благородных девиц, а после его окончания вслед за старшим братом Яковом отправилась в столицу и была принята в Санкт-Петербургскую консерваторию, где училась сначала у С. А. Малозёмовой, а затем у А. А. Розановой. Яков Кокоулин учился на естественном отделении физико-математического факультета Санкт-Петербургского университета, где и познакомился со своим земляком Дмитрием Шостаковичем; сблизила их любовь к музыке. Как превосходного певца Яков представил Дмитрия Болеславовича своей сестре Софье, и в феврале 1903 года состоялась их свадьба. В октябре того же года у молодых супругов родилась дочь — Мария, в сентябре 1906-го — сын, названный Дмитрием, а три года спустя — младшая дочь, Зоя.

### Детство и юность

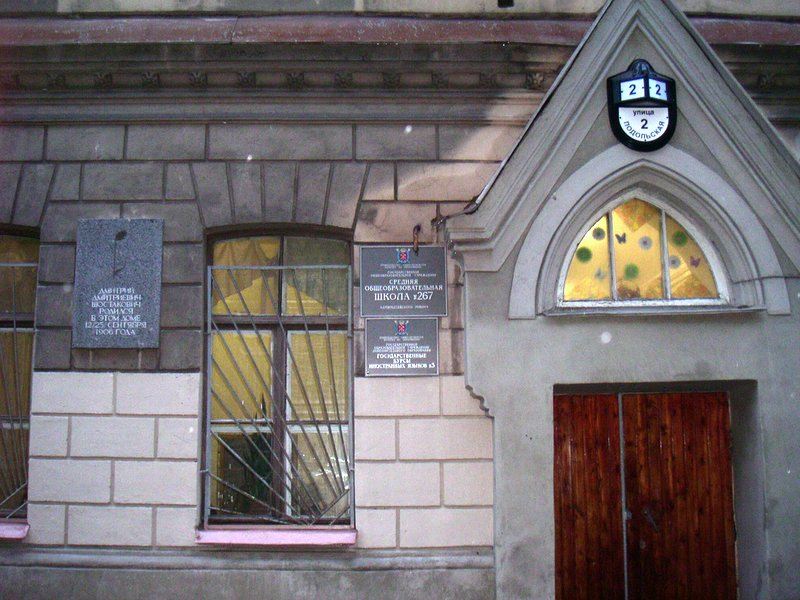
Мемориальная доска на доме 2 по Подольской улице

Дмитрий Шостакович родился 12 (25) сентября 1906 года в доме № 2 по Подольской улице в Санкт-Петербурге, где Д. И. Менделеев в 1906 году снял в аренду первый этаж для Городской поверочной палатки.
В 1915 году поступил в Коммерческую гимназию Марии Шидловской, и к этому же времени относятся его первые серьёзные музыкальные впечатления: после посещения представления оперы Н. А. Римского-Корсакова «Сказка о царе Салтане» заявил о своём желании серьёзно заняться музыкой. Первые уроки игры на фортепиано давала ему мать, и по прошествии нескольких месяцев занятий он смог начать обучение в частной музыкальной школе известного в то время фортепианного педагога И. А. Гляссера.

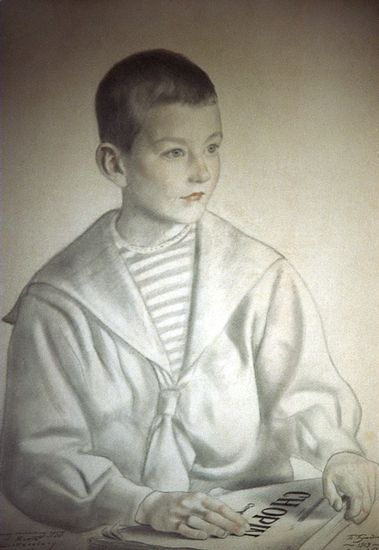
Б. Кустодиев. Портрет Д. Шостаковича (1919).

Обучаясь у Гляссера, достиг некоторых успехов в фортепианном исполнительстве, однако тот не разделял интерес своего ученика к композиции, и в 1918 году Дмитрий покинул его школу. Летом следующего года юного музыканта слушал А. К. Глазунов, который одобрительно отозвался о его композиторском таланте. Осенью 1919 года поступил в Петроградскую консерваторию, где изучал гармонию и оркестровку под руководством М. О. Штейнберга, контрапункт и фугу — у Н. А. Соколова, параллельно также занимаясь дирижированием. В конце 1919 года написал своё первое крупное оркестровое сочинение — Скерцо fis-moll.
На следующий год поступил в класс фортепиано Л. В. Николаева, где среди его однокурсников были Мария Юдина и Владимир Софроницкий. В этот период сформировался «Кружок Анны Фогт», который ориентировался на новейшие тенденции западной музыки того времени. Активным участником этого кружка стал и он сам, где познакомился с композиторами Б. В. Асафьевым и В. В. Щербачёвым, дирижёром Н. А. Малько. В это время написал «Две басни Крылова» для меццо-сопрано и фортепиано и «Три фантастических танца» для фортепиано.
В консерватории учился прилежно и с особым рвением, несмотря на трудности того времени: Первая мировая война, революции, гражданская война, разруха, голод. В консерватории зимой не было отопления, в городе плохо ходил транспорт, и многие бросали музыку, пропускали занятия. Шостакович же «грыз гранит науки». Почти ежевечерно его можно было видеть на концертах Петроградской филармонии, вновь открывшейся в 1921 году.
Тяжёлая жизнь при полуголодном существовании (консерваторский паёк был очень мал) привела к сильному истощению. В 1922 году умер его отец, семья осталась без средств к существованию. А через несколько месяцев и сам он перенёс тяжёлую операцию, чуть не стоившую ему жизни. Несмотря на пошатнувшееся здоровье, он ищет работу и устраивается пианистом-тапёром в кинотеатр. Большую помощь и поддержку в эти годы оказывает Глазунов, который сумел выхлопотать ему дополнительный паёк и персональную стипендию.

### 1920-е

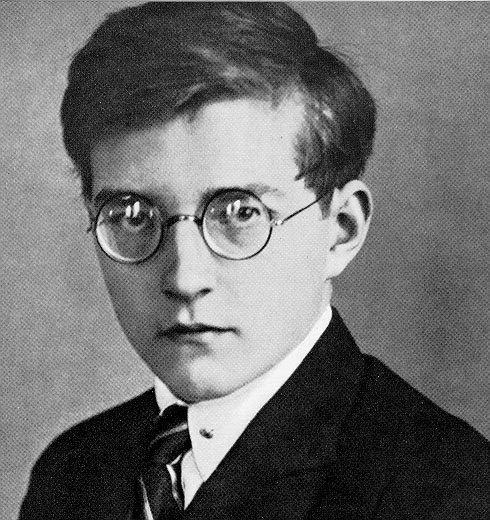
Шостакович в 1925 году

В 1923 году окончил консерваторию по классу фортепиано у Л. В. Николаева, а в 1925 году — по классу композиции у М. О. Штейнберга. Его дипломной работой была Первая симфония. Первое её исполнение состоялось 12 мая 1926 года (впоследствии этот день композитор будет праздновать как свой день рождения).
Дмитрий с юности вёл довольно подробные дневники. В записи, сделанной в день своего двадцатилетия, он впервые отметил беспокойство состоянием правой руки, написав, что недавно из-за её плохой координации пролил стакан. Со временем состояние ухудшалось, сперва сделав невозможными выступления в качестве пианиста, а в последние годы жизни у него был диагностирован боковой амиотрофический склероз.
Обучаясь в аспирантуре консерватории, преподавал чтение партитур в музыкальном техникуме имени М. П. Мусоргского. По традиции, восходящей к Рубинштейну, Рахманинову и Прокофьеву, собирался продолжить карьеру и как концертирующий пианист, и как композитор. В 1927 году на Первом Международном конкурсе пианистов имени Шопена в Варшаве, где он исполнил также сонату собственного сочинения, получил почётный диплом. Необычный талант музыканта ещё раньше, во время своих гастролей в СССР, заметил немецкий дирижёр Бруно Вальтер; услышав Первую симфонию, Вальтер попросил молодого композитора прислать партитуру ему в Берлин; зарубежная премьера симфонии состоялась 22 ноября 1927 года в Берлине. Вслед за Бруно Вальтером Симфонию исполняли в Германии — Отто Клемперер, в США — Леопольд Стоковский (американская премьера 2 ноября 1928 года в Филадельфии) и Артуро Тосканини, тем самым сделав русского композитора знаменитым.
В 1927 году произошли ещё два значительных события в жизни музыканта. В январе в Ленинграде побывал австрийский композитор Нововенской школы Альбан Берг. Приезд Берга был обусловлен российской премьерой его оперы «Воццек», что стало огромным событием в культурной жизни страны, а также вдохновило молодого композитора приняться за написание оперы «Нос», по повести Н. В. Гоголя. Другим важным событием явилось знакомство его с И. И. Соллертинским, который во время своей многолетней дружбы с композитором обогащал его знакомством с творчеством великих композиторов прошлого и настоящего.
Тогда же, в конце 1920-х — начале 1930-х годов, были написаны следующие две симфонии — обе с участием хора: Вторая («Симфоническое посвящение Октябрю», на слова А. И. Безыменского) и Третья («Первомайская», на слова С. И. Кирсанова).
В 1928 году познакомился с В. Э. Мейерхольдом в Ленинграде и по его приглашению некоторое время работал в качестве пианиста и заведующего музыкальной частью Театра имени В. Э. Мейерхольда в Москве. В 1930—1933 годах работал заведующим музыкальной частью Ленинградского ТРАМа (ныне — театр «Балтийский дом»).

### 1930-е
Его опера «Леди Макбет Мценского уезда» по повести Н. С. Лескова (написана в 1930—1932 годах, поставлена в Ленинграде в 1934-м), первоначально принятая с восторгом, уже просуществовав на сцене полтора сезона, подверглась разгрому в советской печати (статья «Сумбур вместо музыки» в газете «Правда» от 28 января 1936 года).
Позицию, изложенную в этой публикации, возможно инспирировал Сталин, в частности, своему другу Михаилу Чиаурели в это же время он указывал на то, что музыка композитора непонятна для народа.
В том же 1936 году должна была состояться премьера Четвёртой симфонии — произведения значительно более монументального размаха, чем все предыдущие его симфонии, сочетающего в себе трагический пафос с гротеском, лирическими и интимными эпизодами, и, возможно, долженствовавшего начать новый, зрелый период в творчестве композитора. Композитор приостановил репетиции Симфонии перед декабрьской премьерой. Четвёртая симфония была впервые исполнена только в 1961 году.
В мае 1937 года композитор закончил Пятую симфонию — произведение, драматический характер которого, в отличие от предыдущих трёх «авангардистских» симфоний, внешне «спрятан» в общепринятую симфоническую форму (4 части: с сонатной формой первой части, скерцо, адажио и финалом с внешне триумфальным концом) и другие «классичные» элементы. Премьеру Пятой симфонии И. Сталин на страницах «Правды» комментировал фразой: «Деловой творческий ответ советского художника на справедливую критику».
С 1937 года вёл класс композиции в Ленинградской консерватории. В 1939 году стал профессором.
5 ноября 1939 года состоялась премьера его Шестой симфонии.

### 1940-е

«Пожарный Дмитрий Шостакович» на обложке журнала Time за 1942 год

Находясь в первые месяцы войны в Ленинграде (вплоть до эвакуации в Куйбышев в октябре), начал работать над 7-й симфонией — «Ленинградской». Симфония была впервые исполнена на сцене Куйбышевского театра оперы и балета 5 марта 1942 года, а 29 марта 1942 года — в Колонном зале московского Дома Союзов. 19 июля 1942 Седьмая симфония (впервые) прозвучала в США под управлением Артуро Тосканини (радиопремьера). И наконец, 9 августа 1942 симфония была исполнена в блокадном Ленинграде. Организатором и дирижёром выступил дирижёр Большого симфонического оркестра Ленинградского радиокомитета Карл Элиасберг. Исполнение симфонии стало важным событием в жизни сражающегося города и его жителей.
Через год композитор написал Восьмую симфонию (посвящена Евгению Мравинскому), в которой отдал дань неоклассицизму — III её часть написана в жанре барочной токкаты, IV — в жанре пассакалии. Эти две части как образец специфически «шостаковичевского» преломления жанра до сих пор остаются наиболее популярными в Восьмой симфонии.
В 1943 году композитор переехал в Москву и до 1948 года преподавал композицию и инструментовку в Московской консерватории (с 1943 года — профессор). У него обучались В. Д. Биберган, Р. С. Бунин, А. Д. Гаджиев, Г. Г. Галынин, О. А. Евлахов, К. А. Караев, Г. В. Свиридов (в Ленинградской консерватории), Б. И. Тищенко, А. Мнацаканян (в аспирантуре Ленинградской консерватории), К. С. Хачатурян, Б. А. Чайковский, А. Г. Чугаев.
Для выражения своих сокровенных идей, мыслей и чувств композитор использовал жанры камерной музыки. В этой области им были созданы такие шедевры, как Фортепианный квинтет (1940), Второе фортепианное трио (памяти И. Соллертинского, 1944; Сталинская премия, 1946), Струнные квартеты № 2 (1944), № 3 (1946) и № 4 (1949). В 1945 году, после завершения войны, написал Девятую Симфонию.
В 1948 году было опубликовано постановление Политбюро ЦК ВКП(б) в котором он, наряду с другими советскими композиторами, был обвинён в «буржуазном формализме», «декадентстве» и «пресмыкательстве перед Западом». Был обвинён в профнепригодности, лишён звания профессора Московской и Ленинградской консерваторий и уволен. Главным обвинителем был секретарь ЦК ВКП(б) А. А. Жданов. В 1948 году композитор написал вокальный цикл «Из еврейской народной поэзии», но оставил его в столе (в стране в это время развернулась кампания по «борьбе с космополитизмом»). Написанный в 1948 году Первый скрипичный концерт также не был тогда опубликован. В том же 1948 году начал писать не предназначенную для публикации сатирическую пародийную музыкальную пьесу «Антиформалистический раёк» на собственный текст, где высмеивал официальную критику «формализма» и высказывания Сталина и Жданова об искусстве. В 1948 году Шостакович подал в суд на американскую компанию 20th Century Fox за использование его музыкальных произведений в фильме «Железный занавес» (1948, реж. Уильям Уэллман), но проиграл дело, так как по советским законам его произведения уже перешли в общественное достояние.
Несмотря на обвинения, в 1949 году посетил США в составе делегации Всемирной конференции в защиту мира, которая проходила в Нью-Йорке, и выступил на этой конференции с продолжительным докладом, а в 1950 году получил Сталинскую премию за кантату «Песнь о лесах» (написана в 1949 году) — образец патетического «большого стиля» официального искусства тех времён.

### 1950-е

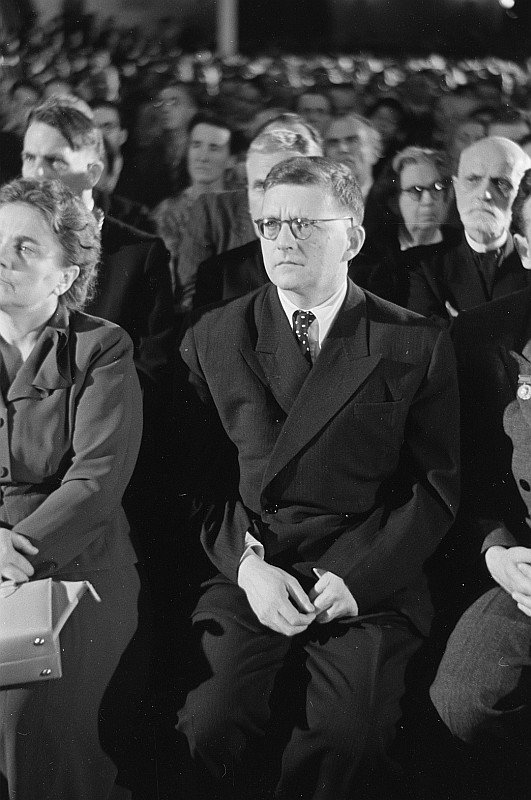
Дмитрий Шостакович в 1950 году

Пятидесятые годы начались для композитора очень важной работой. Участвуя в качестве члена жюри на Конкурсе имени И. С. Баха в Лейпциге осенью 1950 года, композитор был настолько вдохновлён атмосферой города и музыкой его великого жителя — И. С. Баха, — что по приезде в Москву приступил к сочинению 24 Прелюдий и Фуг для фортепиано.
В 1952 году написал цикл пьес «Танцы кукол» для фортепиано без оркестра. В 1953 году после восьмилетнего перерыва вновь обратился к симфоническому жанру и создал Десятую симфонию. В 1954 году написал «Праздничную увертюру» к открытию ВСХВ и получил звание Народного артиста СССР.

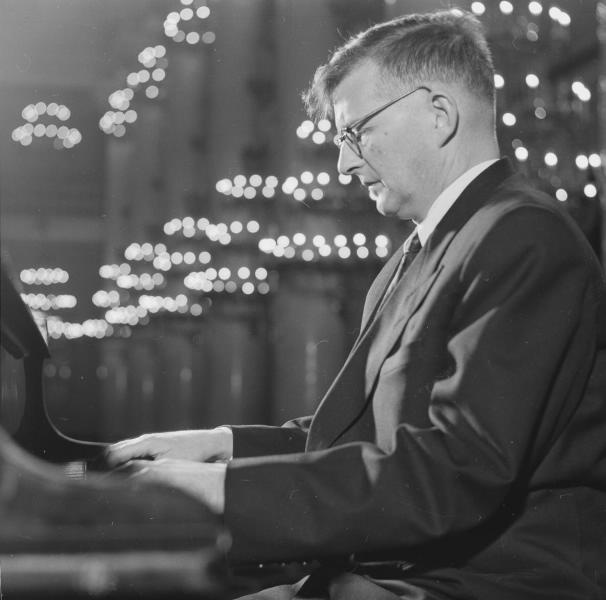
Дмитрий Шостакович за роялем, 1950-е годы

Многие произведения второй половины десятилетия проникнуты оптимизмом. Таковы Шестой струнный квартет (1956), Второй концерт для фортепиано с оркестром (1957), оперетта «Москва, Черёмушки». В том же году композитор создал Одиннадцатую симфонию, назвав её «1905 год», продолжил работу в жанре инструментального концерта (Первый концерт для виолончели с оркестром, 1959).
В те же годы началось сближение композитора с официальными органами власти. В 1957 году он стал секретарём Союза композиторов СССР, в 1960 году — Союза композиторов РСФСР (в 1960—1968 — первый секретарь). В том же 1960 году вступил в КПСС.

### 1960-е
В 1961 году осуществил вторую часть своей «революционной» симфонической дилогии: в пару к Одиннадцатой Симфонии «1905 год» пишет Симфонию № 12 «1917 год» — произведение «изобразительного» характера (и фактически сближающее симфонический жанр с киномузыкой), где, словно красками на холсте, композитор рисует музыкальные картины Петрограда, убежища В. И. Ленина на озере Разлив и самой Октябрьской революции. Несмотря на ярко выраженную «идеологическую» программу, Двенадцатая симфония не получила в СССР громкого официального признания и не была (в отличие от Одиннадцатой симфонии) удостоена правительственных премий.
Совсем иную задачу композитор поставил перед собой годом позже в Тринадцатой симфонии, обратившись к поэзии Е. А. Евтушенко. Первую её часть образует «Бабий Яр» (для солиста-баса, хора басов и оркестра), за которой следуют ещё четыре части на стихи, описывающие жизнь современной России и её недавней истории. Вокальный характер композиции сближает её с жанром кантаты. Симфония № 13 впервые была исполнена в ноябре 1962 года.
В том же 1962 году посетил (совместно с Г. Н. Рождественским, М. Л. Ростроповичем, Д. Ф. Ойстрахом, Г. П. Вишневской и другими советскими музыкантами) Эдинбургский фестиваль, программа которого была составлена преимущественно из его сочинений. Исполнения музыки композитора в Великобритании вызвали большой общественный резонанс.
После отстранения от власти Н. С. Хрущёва, с началом эпохи политического застоя в СССР его музыка вновь приобрела сумрачный тон. Его квартеты № 11 (1966) и № 12 (1968), Второй виолончельный (1966) и Второй скрипичный (1967) концерты, Скрипичная соната (1968), вокальный цикл на слова А. А. Блока, проникнуты тревогой, болью и неизбывной тоской. В Четырнадцатой симфонии (1969) — снова «вокальной», но на сей раз камерной, для двух певцов-солистов и оркестра, состоящего из одних струнных и ударных — Шостакович использовал стихи Г. Аполлинера, Р. М. Рильке, В. К. Кюхельбекера и Ф. Гарсиа Лорки, которые связаны одной темой — смертью (в них повествуется о несправедливой, ранней или насильственной смерти).

### 1970-е

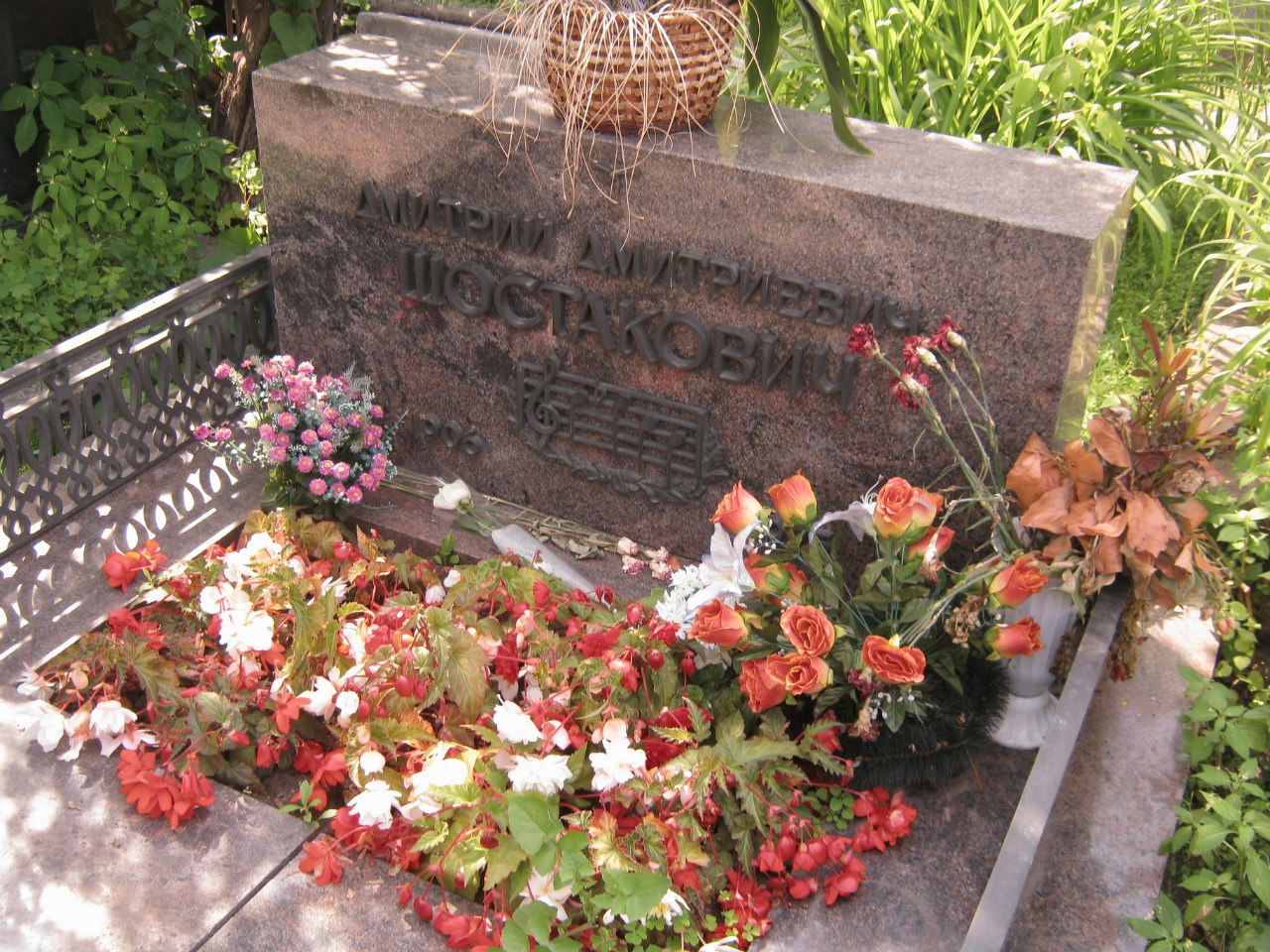
Надгробие Шостаковича на Новодевичьем кладбище

В эти годы композитором созданы вокальные циклы на стихи М. И. Цветаевой и Микеланджело, 13-й (1969—1970), 14-й (1973) и 15-й (1974) струнные квартеты и Симфония № 15, сочинение, отличающееся настроением задумчивости, ностальгии, воспоминаний. В ней композитор прибегнул к цитатам из известных сочинений прошлого (техника коллажа). Использовал, в том числе, музыку увертюры Дж. Россини к опере «Вильгельм Телль» и тему судьбы из оперной тетралогии Р. Вагнера «Кольцо Нибелунга», а также музыкальные аллюзии на музыку М. И. Глинки, Г. Малера и, наконец, свою собственную прежде написанную музыку. Симфония была создана летом 1971 года, премьера состоялась 8 января 1972 года. Последним его сочинением стала Соната для альта и фортепиано.
В последние несколько лет своей жизни композитор сильно болел, страдая от рака лёгких. У него было очень сложное заболевание, связанное с поражением мышц ног — боковой амиотрофический склероз, первые признаки которого появились ещё в 20-летнем возрасте. В 1970—1971 годах он приезжал в город Курган три раза и в общей сложности провёл здесь 169 дней на лечении в лаборатории (при Свердловском НИИТО) доктора Г. А. Илизарова. Впервые приехал в Курган 24 февраля 1970 года вместе с женой, через два месяца он начал самостоятельно передвигаться; в это время он писал 13-й квартет и музыку к кинофильму Григория Козинцева «Король Лир».
Скончался 9 августа 1975 года в Москве и был похоронен на Новодевичьем кладбище (участок № 2, ряд 30, место 7).

### Семья
- Первая жена — Нина Васильевна Шостакович (урождённая Варзар, 1909—1954), астрофизик, училась у Абрама Иоффе, отказалась от научной карьеры и полностью посвятила себя семье; дочь астронома Софьи Михайловны Варзар, внучка экономиста Василия Егоровича Варзара, профессора МГУ. Умерла в Ереване после неудачной онкологической операции.
  - Дочь — Галина Дмитриевна Шостакович (род. 1936), автор книги об отце.
  - Сын — Максим Дмитриевич Шостакович (род. 1938), дирижёр, пианист. Заслуженный артист РСФСР (1978). Ученик А. В. Гаука и Г. Н. Рождественского.
- Вторая жена (1956—1959) — Маргарита Андреевна Кайнова (1924—?), инструктор ЦК ВЛКСМ. Брак оказался непрочным. Жена пыталась привести творчество мужа в соответствие со своими представлениями о «правильной» музыке, и пара распалась, сохранив взаимное уважение[33].
- Третья жена (1962—1975) — Ирина Антоновна Супинская (Шостакович) (род. 1934). Дочь репрессированного этнографа Антона Казимировича Супинского (1896—1957). Редактор издательства «Советский композитор». Буквально через несколько дней после регистрации брака у Шостаковича был диагностирован боковой амиотрофический склероз, и Ирина Антоновна вынесла на себе все тяготы последних лет жизни композитора[33].

Тётя (сестра матери) — Надежда Васильевна Галли-Шохат (1879 — 6 марта 1948), физик, выпускница Бестужевских курсов (1903) и Гёттингенского университета (1914). С 1923 года жила с мужем — математиком Яковом Александровичем Шохатом — в США, оставила воспоминания о детских годах и семье племянника (1943).
Племянница — Ольга Владимировна Сахарова, учёный-биолог, житель блокадного Ленинграда.

## Значение творчества
Высокий уровень композиторской техники, способность создавать яркие и выразительные мелодии и темы, мастерское владение полифонией и тончайшее владение искусством оркестровки, в сочетании с личной эмоциональностью и колоссальной работоспособностью, сделали его музыкальные произведения яркими, самобытными и обладающими огромной художественной ценностью. Вклад композитора в развитие музыки XX века общепризнан как выдающийся, он оказал существенное влияние на многих современников и последователей.
Жанровое и эстетическое разнообразие его музыки огромно, в ней сочетаются элементы музыки тональной, атональной и ладовой, в творчестве композитора переплетаются модернизм, традиционализм, экспрессионизм и «большой стиль».

## Стиль

### Влияния
В ранние годы композитор испытал влияние музыки Г. Малера, А. Берга, И. Ф. Стравинского, С. С. Прокофьева, П. Хиндемита, М. П. Мусоргского. Постоянно изучая классические и авангардные традиции, выработал свой собственный музыкальный язык, эмоционально наполненный и трогающий сердца музыкантов и любителей музыки всего мира.
В творчестве заметно влияние любимых и почитаемых им композиторов: И. С. Баха (в его фугах и пассакалиях), Л. Бетховена (в его поздних квартетах), П. И. Чайковского, Г. Малера и отчасти С. В. Рахманинова (в его симфониях), А. Берга (отчасти — наряду с М. П. Мусоргским в его операх, а также в использовании приёма музыкального цитирования). Из русских композиторов наибольшую любовь питал к М. П. Мусоргскому, для его опер «Борис Годунов» (1959, Ленинградский театр оперы и балета) и «Хованщина» (впервые прозвучала в экранизации, 1959) сделал новые оркестровки, а также оркестровал его «Песни и пляски смерти» (в инструментовке Д. Д. Шостаковича впервые исполнен в 1962 в Горьком, ныне Нижний Новгород). Влияние М. П. Мусоргского особенно заметно в отдельных сценах оперы «Леди Макбет Мценского уезда», в Одиннадцатой симфонии, а также в сатирических работах.

### Жанры
Самыми заметными жанрами в творчестве композитора являются симфонии и струнные квартеты — в каждом из них он написал по 15 произведений. В то время как симфонии писались на протяжении всей карьеры композитора, большую часть квартетов написал ближе к концу своей жизни. Среди самых популярных симфоний — Пятая, Седьмая и Десятая, среди квартетов — Восьмой и Пятнадцатый.

### Специфика музыкального языка
Наиболее узнаваемая черта музыкального языка композитора — гармония. Хотя в её основе всегда лежала мажорно-минорная тональность, композитор последовательно, на протяжении всей жизни использовал особые звукоряды (модализмы), которые придавали расширенной тональности в авторской реализации специфическую характерность. Российские исследователи (А. Н. Должанский, Ю. Н. Холопов и др.) описывали эту звуковысотную характерность обобщённо как «лады Шостаковича».
Тёмный, мрачно сгущённый колорит минорного лада у композитора, с точки зрения техники композиции реализуется, прежде всего, в 4-ступенных звукорядах в объёме уменьшённой кварты («гемикварты»), которая символически содержится в самой монограмме Шостаковича DSCH (es1-h в d1-es1-c1-h). На основе 4-ступенной гемикварты композитор выстраивает 8- и 9-ступенные лады в диапазоне уменьшённой октавы («гемиоктавы»). Какой-либо одной, особенно предпочтительной, разновидности гемиоктавного лада в музыке композитора не выделяется, поскольку автор от сочинения к сочинению изобретательно комбинирует гемикварту с разными диатоническими и миксодиатоническими звукорядами.
Общее для всех разновидностей «ладов Шостаковича» — безошибочная идентификация слухом уменьшённых кварты и октавы в контексте минорного лада. Примеры гемиоктавных ладов (разной структуры): Прелюдия для фортепиано cis-moll, II часть Девятой симфонии, тема пассакалии из «Катерины Измайловой» (антракт к 5-й картине) и мн. др.
Очень редко композитор прибегал также к серийной технике (как, например, в I части Пятнадцатой симфонии), использовал кластеры как средство колористики («иллюстрация» удара в челюсть в романсе «Чистосердечное признание», op. 121 № 1, тт. 59-64).

### Сочинения (выборка)
Некоторые из произведений Шостаковича:
- 15 симфоний, среди которых — наиболее известные Пятая, Седьмая («Ленинградская»), Восьмая, Одиннадцатая («1905 год»).
- оперы «Нос» и «Леди Макбет Мценского уезда» («Катерина Измайлова»);
- балеты «Золотой век», «Болт» и «Светлый ручей»;
- оратория «Песнь о лесах»;
- кантата «Казнь Степана Разина»;
- концерты (по два) для фортепиано, скрипки и виолончели с оркестром;
- камерная инструментальная музыка, в том числе 15 струнных квартетов, Фортепианный квинтет, Фортепианное трио № 2 (памяти Соллертинского);
- камерная вокальная музыка, в том числе «Антиформалистический раёк», цикл «Из еврейской народной поэзии», Сюита на стихи Микеланджело (для баса и фортепиано);
- «24 прелюдии и фуги для фортепиано», «Семь танцев кукол», «Три фантастических танца» и др. фортепианные сочинения;
- музыка к кинофильмам (всего 35), в том числе «Песня о встречном» (из музыки к фильму «Встречный»), к фильму «Любовь и ненависть», «Романс» (из музыки к фильму «Овод»), к фильму «Гамлет»; музыка к драматическим спектаклям; оркестровый фрагмент «Интервидение» (1971, использовался на ЦТ СССР в заставке к передачам «Интервидения» с марта 1971 года)[54];
- оперетта «Москва, Черёмушки», по ней в 1962 снят фильм «Черёмушки» Г. Раппопорта;
- «Таити-трот», для оркестра (по песне «Tea for two» В. Юменса);
- Соната для альта и фортепиано, соч. 147.

## Награды и звания, премии
- Герой Социалистического Труда, 24 сентября 1966 года
  - Орден Ленина № 379415
  - Медаль «Серп и Молот» № 12852
- Орден Ленина, 28 декабря 1946 года
- Орден Ленина, 24 сентября 1956 года
- Орден Октябрьской Революции, 2 июля 1971 года
- Орден Трудового Красного Знамени, 23 мая 1940 года
- Орден Дружбы народов, 1972 год
- Медаль «В ознаменование 100-летия со дня рождения Владимира Ильича Ленина»
- Медаль «За оборону Ленинграда»
- Медаль «За доблестный труд в Великой Отечественной войне 1941—1945 гг.»
- Юбилейная медаль «Тридцать лет Победы в Великой Отечественной войне 1941—1945 гг.»
- Медаль «Ветеран труда»
- Медаль «В память 250-летия Ленинграда», 1957 год
- Народный артист СССР, 1954 год
- Заслуженный деятель искусств РСФСР, 1942 год
- Народный артист РСФСР, 1947 год
- Народный артист Азербайджанской ССР, 19 апреля 1972 года
- Народный артист Башкирской АССР, 1964 год[55]
- Доктор искусствоведения, 1965 год
- Сталинская премия I степени, 1941 год — за фортепианный квинтет[56]
- Сталинская премия I степени, 1942 год — за 7 («Ленинградскую») симфонию[57]
- Сталинская премия II степени, 1946 год — за трио
- Сталинская премия I степени, 1950 год — за ораторию «Песнь о лесах» и музыку к фильму «Падение Берлина» (1949)
- Сталинская премия II степени, 1952 год — за десять поэм для хора без сопровождения на стихи революционных поэтов (1951)
- Ленинская премия, 1958 год — за 11 симфонию «1905 год»
- Государственная премия СССР, 1968 год — за поэму «Казнь Степана Разина» для баса, хора и оркестра
- Государственная премия РСФСР имени М. И. Глинки, 1974 год — за 14 струнный квартет и хоровой цикл «Верность»
- Государственная премия Украинской ССР имени Т. Г. Шевченко, 1976 год — посмертно) — за оперу «Катерина Измайлова», поставленную на сцене КУГАТОБ им. Т. Г. Шевченко
- Приз I Всесоюзного кинофестиваля за лучшую музыку к фильму «Гамлет» (Ленинград, 1964 год).
- Международная премия Мира, 1954 год
- Командор ордена Искусств и литературы, Франция, 1958 год
- Командорский крест II степени ордена Почёта за Заслуги перед Австрийской Республикой, 1967 год
- Австрийский почётный знак «За науку и искусство», 1974 год
- Премия им. Я. Сибелиуса, 1958 год
- Премия Леони Соннинг, 1973 год
- Почётный диплом на I Международном конкурсе пианистов им. Ф. Шопена в Варшаве, 1927 год

## Членство в организациях
- Член КПСС с 1960 года
- Член Советского комитета защиты мира (с 1949 года), Славянского комитета СССР (с 1942 года), Всемирного комитета защиты мира (с 1968 года)
- Почётный член Американского института искусств и литературы (1943), Шведской королевской музыкальной академии (1954), Итальянской академии искусств «Санта-Чечилия» (1956), Сербской академии наук и искусств (1965)
- Почётный доктор музыки Оксфордского университета (1958)
- Почётный доктор Северо-Западного университета в Эванстоне (США, 1973)
- Член Французской академии изящных искусств (1975)
- Член-корреспондент Академии искусств ГДР (1956), Баварской академии изящных искусств (1968), член британской Королевской академии музыки (1958), Американской академии искусств и наук (1959).
- Почётный профессор Мексиканской консерватории.
- Президент общества «СССР — Австрия» (1958)
- Депутат Верховного Совета СССР 6—9-го созывов.
- Депутат Верховного Совета РСФСР 2—5-го созывов.

## Память
- Улица Шостаковича в муниципальном округе Шувалово-Озерки Выборгского района Санкт-Петербурга, названа в 1977 году.
- Улица Шостаковича в Самаре, в 2006 году часть улицы Рабочей от улицы Куйбышева до улицы Чапаевской переименована в улицу Шостаковича; улица идёт от здания театра оперы и балета, где состоялась премьера Седьмой симфонии и который с 2022 года тоже носит имя композитора, а также в Самаре есть памятник возле пл. Куйбышева.
- Памятник Д. Д. Шостаковичу на углу пр. Энгельса и ул. Шостаковича в Санкт-Петербурге, установлен в 2009 году. Дополняет его музыка, написанная композитором, транслирующаяся через динамики — 60°03′24″ с. ш. 30°20′11″ в. д.HGЯO.
- Бюст Д. Д. Шостаковича в Санкт-Петербурге, у дома Кронверкская улица, 29/ Большая Пушкарская улица, 37 — 59°57′43″ с. ш. 30°18′37″ в. д.HGЯO.
- Памятник Д. Д. Шостаковичу в Москве перед зданием Московского международного Дома музыки, Космодамианская набережная, 52; открыт 28 мая 2015 года, скульптор Георгий Франгулян[58] — 55°44′01″ с. ш. 37°38′38″ в. д.HGЯO.
- Памятник Дмитрию Шостаковичу в Самаре, в сквере на пл. Куйбышева, установлен в 2019 году[59] — 53°11′36″ с. ш. 50°06′07″ в. д.HGЯO.
- ФГБУК «Санкт-Петербургская государственная филармония имени Д. Д. Шостаковича».
- Самарский государственный академический театр оперы и балета имени Д. Д. Шостаковича
- МАУ ДО ГО «Город Калининград» «Детская музыкальная школа им. Д Д. Шостаковича».
- МБУ ДО «ДШИ им. Д. Д. Шостаковича», город Нижний Новгород[60].
- ГБПОУ «Курганский областной музыкальный колледж имени Д. Д. Шостаковича».
- ГБПОУ Краснодарского края «Новороссийский музыкальный колледж имени Д. Д. Шостаковича».
- В 1975 году английскими исследователями в честь Д. Д. Шостаковича был назван полуостров в Антарктиде (земля Александра I)[61].
- Мемориальные доски установлены:
  - город Москва, Брюсов переулок, 8/10, стр. 2, установлена на доме, где жил композитор с 1962 по 1975 год
  - город Новосибирск, ул. Ленина, 24, где в 1942 году в присутствии автора прошла новосибирская премьера Седьмой «Ленинградской» симфонии
  - город Самара, ул. Фрунзе, 146, установлена в 2004 году на доме, где жил композитор во время эвакуации с 1941 по 1943 год
  - город Санкт-Петербург, Подольская улица, 2, установлена на доме, где родился композитор, открыта в 1996 году, архитектор В. А. Григорьев.
  - город Санкт-Петербург, улица Марата, 9, установлена на доме, где жил композитор с 1914 по 1933 год
  - город Санкт-Петербург, Большая Пушкарская улица, 37, установлена на доме, где жил композитор с 1937 по 1941 год
  - город Санкт-Петербург, Михайловская улица, 2, где 9 августа 1942 года была исполнена Седьмая «Ленинградская» симфония
- С 1996 года Международным благотворительным фондом Юрия Башмета присуждается ежегодная премия имени Дмитрия Шостаковича за выдающиеся достижения в области мирового музыкального искусства[62].
- Всероссийский музыкальный фестиваль имени Шостаковича в городе Кургане, I фестиваль открылся 18 октября 2001 года: VIII фестиваль открылся 25 сентября 2020 года[63].
- Фестиваль «Шостакович. XX век» проходил с 11 по 26 сентября 2021 года в Самаре и в Тольятти[64].
- В 1983 году в честь Д. Д. Шостаковича назван астероид 2669 Shostakovich, открытый в 1976 году Л. И. Черных.

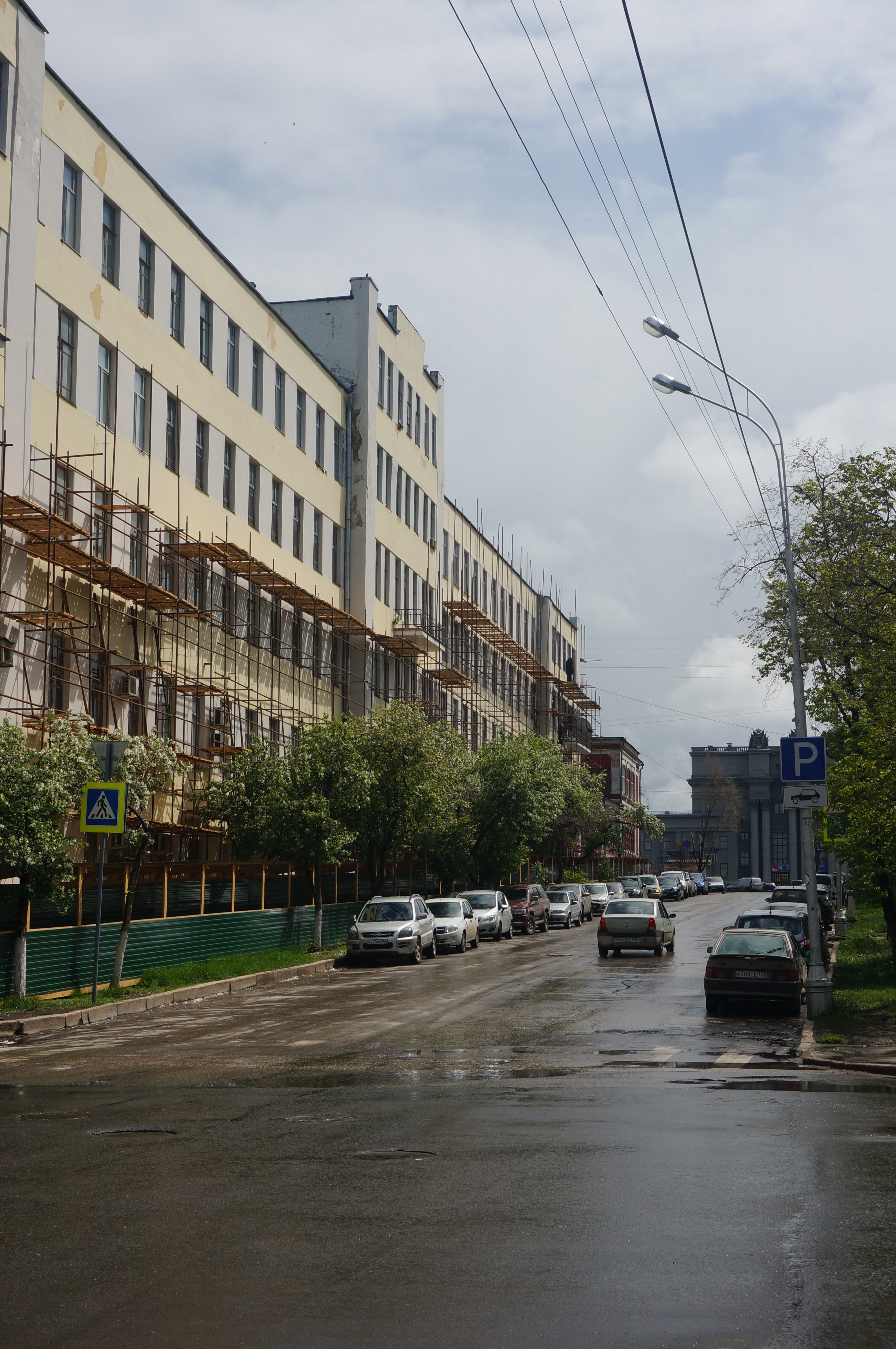
Улица Шостаковича в Самаре, где работал композитор в годы войны
Барельефы Хармсу, Дали, Шостаковичу и Лихачёву в Санкт-Петербурге
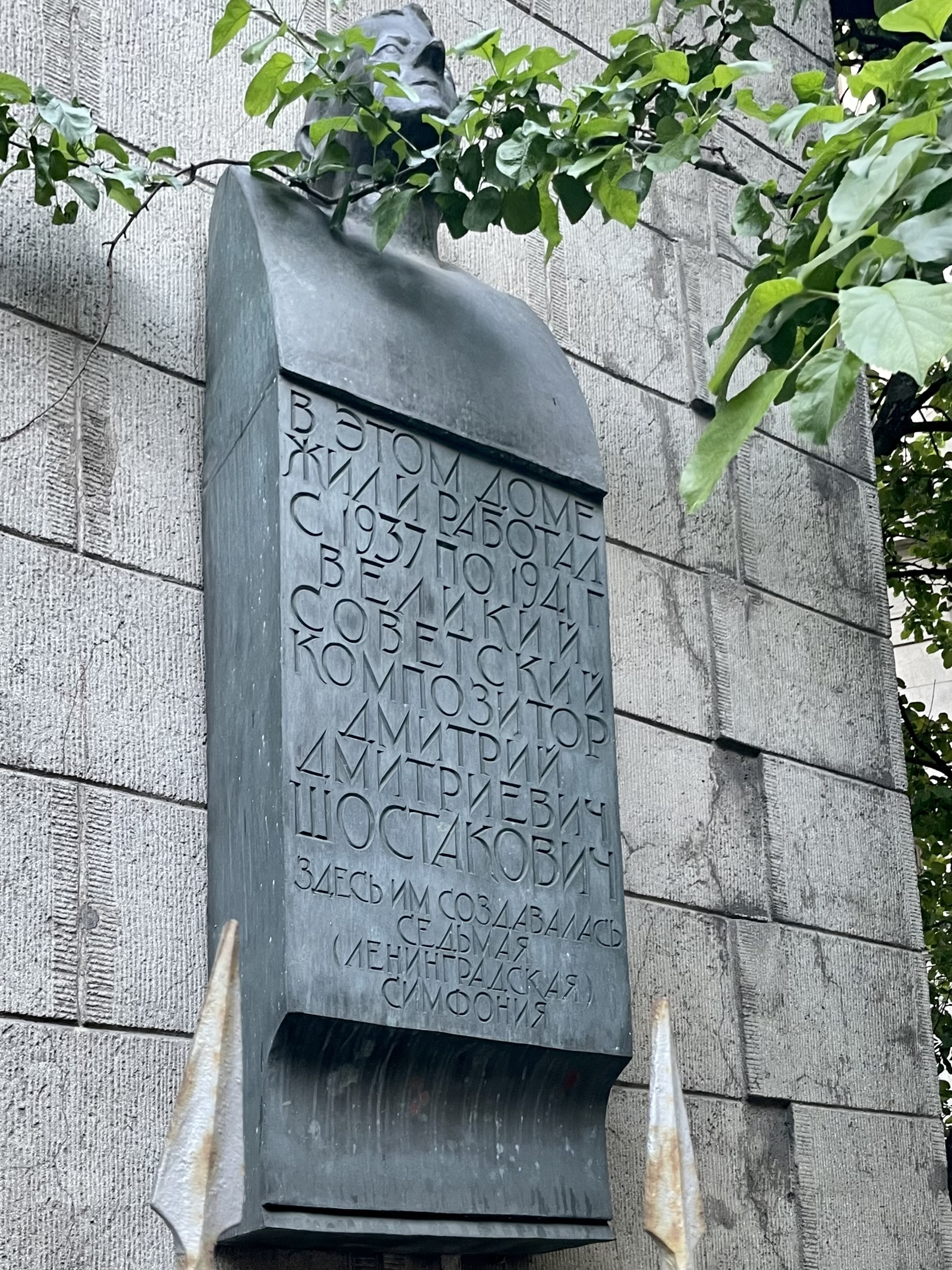
Мемориальная доска Санкт-Петербурге

Почтовые марки
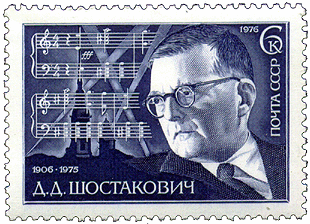
1976 год
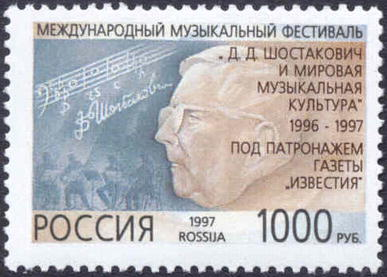
1997 год
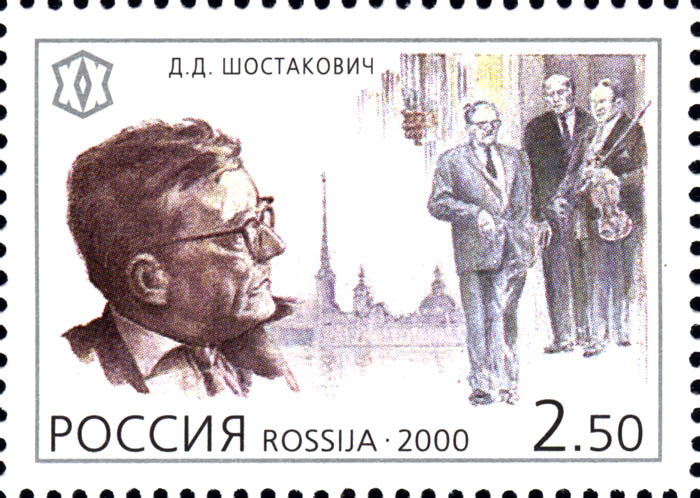
2000 год

## В культуре
Кино
В 1981 году Александр Сокуров и Семён Аранович создали фильм «Дмитрий Шостакович. Альтовая соната». До 1987 года картина была признана антисоветской и запрещена к показу в СССР.
В 1988 году вышел на экраны британский художественный фильм «Свидетельство» (англ. Testimony) по одноимённой книге Соломона Волкова, основанной, по заверению автора, на записанных им воспоминаниях Д. Д. Шостаковича. Роль композитора исполнил Бен Кингсли.
В 2006 году вышел на экраны документальный фильм «Шостакович крупным планом / Close up Shostakovich. A Portrait», Германия, режиссёры Оливер Беккер и Катарина Брунер.
В мини-сериале «Маяковский. Два дня» (Россия, 2011), телесериале «Седьмая симфония» и художественном фильме-байопике, посвящённом Араму Хачатуряну «Танец с саблями» (Россия — Армения, 2019, режиссёр Юсуп Разыков) роль Дмитрия Шостаковича исполнил Вадим Сквирский.
Литература
В 1979 эмигрировавший из СССР в США Соломон Волков выпустил книгу «Testimony: The Memoirs of Dmitri Shostakovich as Related to and Edited by Solomon Volkov», утверждая, что это — воспоминания Шостаковича, записанные им. Подлинность текста некоторыми авторами подвергалась сомнению.
В 2016 году вышел биографический роман британского прозаика Джулиана Барнса о Шостаковиче «Шум времени».
Аудиокниги
Ардов Михаил — Книга о Шостаковиче. Воспоминания автора, детей и современников. 3 ч. 10 мин. Читает Евгений Терновский.
Дворниченко Оксана — Дмитрий Шостакович. Путешествие. Человеческий и творческий портрет на основе дневников, писем интервью композитора и воспоминаний близких. 21 ч. 31. мин. Читает Светлана Репина.

## Комментарии
1. ↑  Именно этот адрес указывал впоследствии Д. Д. Шостакович во всех анкетах[29].

## Издания сочинений
- Полное собрание сочинений, в 42 тт. М.: Музыка, 1982—1987.
- New Collected Works. Москва etc.: DSCH Publishers, 1999- (издание продолжается; см. список изданных томов)

### Мультимедиа
Радиообращение Д. Шостаковича: передача из блокадного Ленинграда 16 сентября 1941о файле